# John Storm Roberts
John Anthony Storm Roberts (24 de febrero de 1936-29 de noviembre de 2009) fue un etnomusicólogo, escritor y productor discográfico de origen británico y residente en Estados Unidos. Es más conocido como cofundador de Original Music, una empresa de venta por correo que distribuía libros y álbumes de música del mundo.

## Vida y obra
Roberts nació en Londres, Inglaterra. Creció escuchando discos de jazz, blues, calipso y flamenco que su padre traía de sus viajes de negocios al extranjero. Después de graduarse de la Universidad de Oxford, Roberts escribió para el East African Standard en Kenia y desarrolló un conocimiento íntimo de la música africana. A finales de la década de 1960, produjo programas sobre música africana para el Servicio Mundial de la BBC. Roberts se mudó a los Estados Unidos en 1970, donde fue editor de la publicación Africa Report.
En 1972, Roberts viajó a las Islas del Caribe para realizar grabaciones de campo de música tradicional, que fueron lanzadas como Caribbean Island Music: Songs and Dances of Haiti, The Dominican Republic y Jamaica en Nonesuch Records como parte de su «Explorer Series».
En 1972, publicó Música negra de dos mundos, que exploró el impacto que las culturas africana y europea tuvieron en la música de las Américas. En su siguiente libro, El toque latino (1979), Roberts escribió «prácticamente todas las formas populares principales — Tin Pan Alley, música de cine y teatro, jazz, rhythm and blues, música country, rock — se han visto afectadas a lo largo de su desarrollo por los modismos de Brasil, Cuba o México».
En 1982, Roberts y su esposa, Anne Needham, fundaron Original Music, una empresa de venta por correo que distribuía libros y discos de música del mundo escritos y producidos por Roberts.
Roberts murió en Kingston, Nueva York, el 29 de noviembre del 2009.

## Libros
- A Land Full of People: Life in Kenya Today (1967)
- Música negra de dos mundos: tradiciones africanas, caribeñas, latinas y afro-americanas (1972)
- El toque latino. El impacto de la musica latinoamericana en los Estados Unidos (1979)
- Latin Jazz: The First of the Fusions, 1880s to Today (1999)